# L'Arlésienne (film 1908)
L'Arlésienne è un cortometraggio del 1908 diretto da Albert Capellani.

Una delle numerose versioni cinematografiche tratte dalla novella del 1866 (contenuta nella raccolta Lettere dal mio mulino) di Alphonse Daudet e dall'opera di Francesco Cilea.

## Trama
Il protagonista è innamorato di una ragazza arlesiana che non può sposare. Convinto al matrimonio con una giovane del villaggio, il giorno delle nozze, però, ricorda l'Arlesiana e si suicida.

## Produzione
Prodotto dalla Pathé Frères.

## Distribuzione
Il film uscì nelle sale francesi il 16 ottobre 1908 e negli USA il 25 novembre 1908, distribuito dalla Pathé Frères,

## Date di uscita
- Francia: 16 ottobre 1908
- USA: 25 novembre 1908